# Ригимон, Христофор Андреевич
Христофор Андреевич (Генрихович) Ригимон (Ригельман, писался также Ригеман, Регимон, Региман, Риман) (умер в 1702 году) — российский военачальник, генерал-майор (1696), участник Азовских походов. Брат Карла Андреевича Ригимона.

## Биография
Поступил на русскую военную службу в 1660/61 (7169) году младшим офицером рейтарского строя. 10 лет служил в прапорщиках и поручиках, затем 25 лет — в ротмистрах, майорах, подполковниках и полковниках. В 1679 году командовал Псковским рейтарским полком, позже командовал Белгородским рейтарским полком, воевода (1694–96) в Заонежье (позже — уездный г. Олонец Олонецкой губернии).
Перед началом Второго Азовского похода (весной 1696 года) получил чин генерал-майора, командовал копейным и рейтарским полками Белгородского разряда, в 1698 году участвовал в Таванском походе.
В 1700–02 годах — Белгородский воевода.